# Viktor Ullmann
Viktor Ullmann (ur. 1 stycznia 1898 w Cieszynie, zamordowany 18 października 1944 w Auschwitz-Birkenau) – austriacki kompozytor i dyrygent.

## Życiorys
Jego ojciec Maximilian był wojskowym pochodzenia żydowskiego, który jednak przeszedł na katolicyzm. Uczęszczał w Cieszynie do szkoły podstawowej, a w roku 1909 przeniósł się do Wiednia. Tu ukończył gimnazjum, ucząc się jednocześnie teorii muzyki pod kierunkiem dr Josefa Pohlaneura. Po zakończeniu I wojny światowej kształcił się jako pianista u Eduarda Steuermanna, wstąpił też do seminarium dla kompozytorów prowadzonego przez Arnolda Schönberga. W maju 1919 po małżeństwie z praską Żydówką Marthą Koref przeniósł się do Pragi, gdzie został dyrygentem w Nowym Teatrze Niemieckim. W tym czasie powstały pierwsze kompozycje Ullmanna, m.in. Die Schönberg Variationen, których prawykonanie w 1929 na festiwalu muzycznym w Genewie zwróciło uwagę krytyki na jego talent. W latach 1929–1931 pracował jako kompozytor i dyrygent w Zurychu, następne dwa lata prowadził księgarnię antropozoficzną w Stuttgarcie. W 1933 wrócił do Pragi, gdzie działał jako pedagog muzyczny, dziennikarz i tworzył dalsze kompozycje.
Po zajęciu przez Niemców Czech i Moraw został objęty restrykcjami wobec osób żydowskiego pochodzenia. W 1942 deportowano go wraz z rodziną do obozu koncentracyjnego w Theresienstadt. Także tu prowadził aktywną działalność muzyczną, pisząc dalsze dzieła muzyczne, uratowane przed zniszczeniem przez przyjaciół (m.in. operę Cesarz Atlantydy). W dniu 16 października 1944 został skierowany transportem do niemieckiego obozu koncentracyjnego Auschwitz-Birkenau, gdzie dwa dni później zginął w komorze gazowej II.

## Upamiętnienie
W roku 2002 założono fundację jego imienia, zajmującą się upamiętnieniem twórczości kompozytora oraz muzyków z Theresienstadt.
W roku 2009 w ramach XV Międzynarodowego Festiwalu i XIII Konkursu im. Ady Sari w Nowym Sączu odbyła się premiera jego utworu pt. Cesarz Atlantydy. Utwór ten skomponował w obozie koncentracyjnym w Terezinie. Libretto natomiast zostało napisane przez jego przyjaciela Petera Kiena. Utwór ocalał dzięki jednemu z więźniów obozu koncentracyjnego, w którym zginął Ullmann. Po wielu latach utwór został odnaleziony w Londynie.

## Literatura
- Herbert Gantschacher: Viktor Ullmann – Zeuge und Opfer der Apokalypse / Witness and Victim of the Apocalypse / Testimone e vittima dell’Apocalisse / Svědek a oběť apokalypsy / Prič in žrtev apokalipse. ARBOS-Edition, Arnoldstein- Klagenfurt – Salzburg – Vienna – Prora – Prague 2015, ISBN 978-3-9503173-3-6.